# Conferencia Internacional sobre armonización de requisitos técnicos para el registro de productos farmacéuticos para uso humano
El Consejo Internacional de armonización de los requisitos técnicos para el registro de medicamentos de uso humano (o ICH, por sus siglas en inglés) es un proyecto que reúne a las autoridades reguladoras de medicamentos en Europa, Japón y Estados Unidos de América y las farmacéuticas para discutir aspectos científicos y técnicos de registro de productos farmacéuticos.
El objetivo es reducir o evitar la necesidad de duplicar las pruebas llevadas a cabo durante la investigación y desarrollo de nuevos fármacos, recomendar maneras de lograr una mayor armonización en la interpretación y aplicación de las directrices técnicas y requisitos para obtener registros.
La Armonización debe conducir a:
- Economizar  recursos humanos,  animales y materiales
- Fomentar la eliminación de demoras innecesarias en la disponibilidad de nuevos medicamentos
- Mantener garantías de calidad, seguridad y eficacia
- Crear restricciones para proteger la salud pública.

El resultado principal de la Conferencia sobre la armonización fueron las directrices de buenas prácticas clínicas.
Directrices de la ICH se han adoptado como ley en varios países, pero solo son utilizadas como guías por la FDA.

## Historia
En los años 1980, lo que luego se convirtió en la Unión Europea, comenzó la armonización de las regulaciones. Y en 1989 los Estados Unidos de América, Europa y Japón comenzaron el trabajo de armonización. ICH nació en abril de 1990 con una reunión en Bruselas de estas tres regiones del mundo.

## Estructura
El  grupo  responsable de la  decisiones consiste en siete partes, a saber:
- La Comisión Europea.
- La Agencia Europea de Medicamentos (EMA).
- La Federación Europea de industrias farmacéuticas y asociaciones (EFPIA).
- El Ministerio de Sanidad, Trabajo y Bienestar (Japón).
- La  Asociación japonesa de fabricantes de productos farmacéuticos (JPMA).
- La Administración de Alimentos y Medicamentos (FDA).
- Investigación farmacéutica y fabricantes de América (PhRMA).

### Procedimientos
El proceso ICH consta de cinco pasos:
- Consenso dentro del grupo de ensayos (experto en  consenso de grupo de trabajo )
- Confirmar el consenso del grupo de trabajo de ensayos por el Comité Directivo ( confirmación de expertos consenso de grupo de trabajo por el SC )
- Consulta y debate reglamentario ( regulador consulta y discusión )
- Adopción de directrices tripartitas para la armonización de requisitos técnicos para el registro de productos farmacéuticos para uso humano ( la adopción de una tripartita con la directriz ICH armonizado )
- Aplicación

### Consenso dentro del grupo
El proceso de consenso se inicia cuando el Comité adopta un documento como un nuevo tema.
Se señala un  portavoz entre los miembros de la industria de los respectivos grupos de ensayos
Consiste en la una mano con función reguladora y una parte con la función industrial (un miembro con voto para cada parte y la región) y observadores. El EWG prepara un proyecto de directrices, basadas en los objetivos establecidos en  documento conceptual  y en consultas con expertos de la CEE.
El diseño inicial y posteriores revisiones, se distribuyen para comentarios donde se celebrarán consultas por correspondencia. Citas directas "de visu" ocurren solamente durante el   encuentro semestral  del Comité Directivo.
En cada período de sesiones del Comité Directivo se escriben informes provisionales.
•	Si se llega a un consenso, se firmará el documento ' y se someterán a la Junta Directiva para su aprobación.
•	Si no llegamos a un acuerdo entre los ensayos dentro del tiempo estipulado, el Comité Directivo puede aumentar el tiempo, suspender o abandonar el proyecto de armonización.

### Confirmando el consenso del grupo de trabajo de ensayos por el Comité Directivo
El segundo paso es excedido al llegar a un acuerdo, el Comité Directivo, basado en informes de la CEE. El texto es firmado luego por el Comité.

### Consulta y debate
El proyecto es objeto de consultas en las 3 regiones. Se publica en:
- La Unión Europea (como Directrices CVMP),
- Japón (después de la traducción por MHLW), y
- EE. UU. (como proyecto de orientación en Registros Federales).

También hay una oportunidad para empresas, asociaciones y autoridades-ICH para comentar sobre el diseño, que se distribuye por IFPMA y la Organización Mundial de la salud. Después de haber obtenido todos los resultados de las discusiones.
Entonces designó un nuevo Relator, entre socios reglamentarios, preferiblemente de la misma región, como el Relator anterior. Utilice el mismo procedimiento descrito en el paso 1 y dirigida a paso 2 Final documento. El diseño generado como resultado del paso 3 se llama paso 4 expertos documento.
Si las industrias y los miembros de la CEE acordar cambios como resultado de la consulta, el paso 4 expertos documento es firmado solo por expertos de EWG (paso 4 expertos firma) y presentado al Comité Directivo, para obtener la aprobación en el paso 4. Si no encuentra un acuerdo a su debido tiempo, el Comité Ejecutivo podrá extender la duración, abandonando el dibujo actual y reiniciar el proceso de primer paso, suspender o abandonar el proyecto de armonización.

### La adopción de directrices tripartitas para la armonización de requisitos técnicos
Se supera cuando el Comité llega a un consenso científico suficiente sobre cuestiones técnicas.
Si una industria tiene fuertes objeciones a la adopción de directrices, después de la desviación del proyecto revisado de la autorización original, las partes podrán acordar presentar el documento regulatorio para una posterior consulta revisada. En este caso la discusión puede reactivarse.
El documento final que ha está firmada por el Comité Directivo para la parte de regulador, como  armonizado tripartita directriz ICH .

### Aplicación
Este paso es superada por acordar los mismos procedimientos nacionales y regionales que se aplican a otras pautas reguladoras regionales y requerimientos, en la Unión Europea, Japón y Estados Unidos.
Información sobre las acciones tomadas y reglamentarias y datos se informa y publica por la Secretaría de la ICH en su Web.

## Nota
1. ↑  «Consejo Internacional de Armonización - EUPATI». EUPATI. Archivado desde el original el 7 de octubre de 2017. Consultado el 6 de octubre de 2017.

.
- Datos: Q1666462